# Forêts mixtes de la plaine du Huang He
Localisation
Les Forêts mixtes de la plaine du Huang He sont une écorégion terrestre en Asie, définie par le Fonds mondial pour la nature (WWF), qui appartient au biome des
forêts tempérées décidues et mixtes. Elle appartient à l'écozone paléarctique et s'étend sur le nord de la Chine.

## Géographie et climat

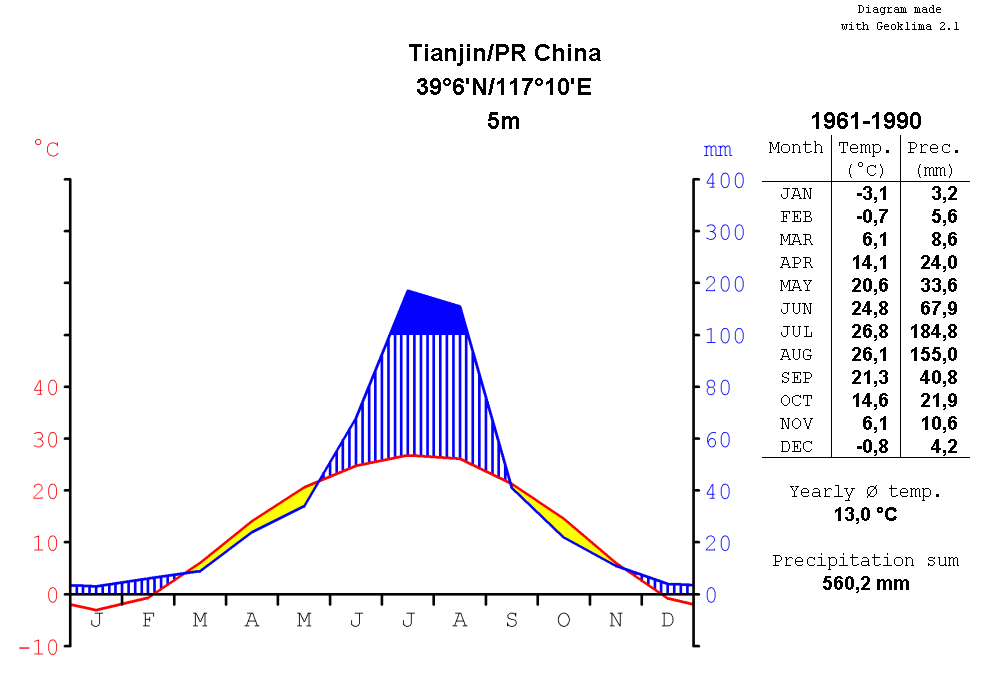
Diagramme climatique de Tianjin.

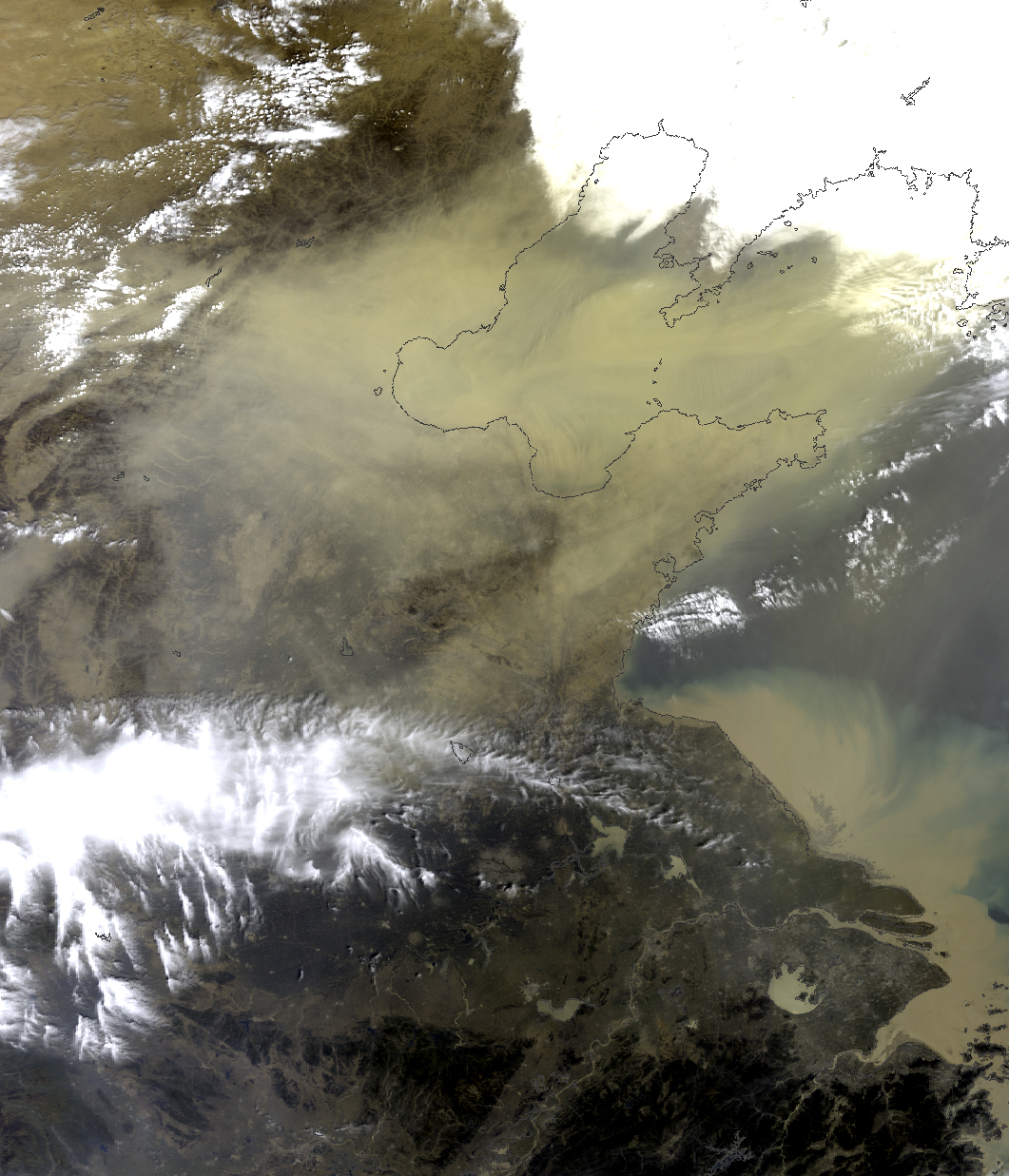
Vue satellitaire d'une tempête de sable sur la Chine du Nord (une ligne sombre indique le littoral), ENVISAT, 17 avril 2006.

La plus grande partie de cette écorégion appartient au bassin fluvial du Huang He (fleuve Jaune) qui atteint la mer Jaune au sud-est de Pékin. Venu du plateau de Lœss à l'ouest, il arrose une plaine inondable qui s'élargit à l'est vers la mer Jaune et la mer de Chine orientale. Très riche en alluvions, il charrie en moyenne 60 tonnes de loess par seconde. Au cours de l'histoire, il a connu de fortes crues et changements de cours. Deux autres fleuves plus courts la traversent : le Hai He qui se jette dans le golfe de Bohai un peu au nord du Huang He, et le Huai He qui passe au sud de la presqu'île montagneuse de Shandong et va se jeter dans le Yangzi Jiang (fleuve Bleu). À l'est, le mont Taishan, dans le Shandong, culmine à 1 545 m ; au sud-ouest, les monts Dabie, culminant à 1 777 m, séparent les bassins du Huang He et du Yangzi Jiang ; au nord-ouest se dresse le mont Wutai, à 3 061 m, hors des limites de l'écorégion, en bordure du plateau mongol.
Le climat est de type continental humide (Dwa) dans la classification de Köppen : l'été est chaud avec au moins quatre mois au-dessus de 10°C et un mois au-dessus de 22°C, l'hiver froid et sec avec des précipitations mensuelles dix fois plus faibles que celles du mois le plus humide de l'été. Les conditions climatiques varient sensiblement du nord-ouest au sud-est de la région : 500 mm de précipitations dans le nord, 600 à 700 mm dans la plaine centrale, 800 à 1 000 mm dans le bassin du Huai He. L'été est partout chaud, l'hiver plus ou moins froid avec une moyenne de —4 à —5°C en janvier à Pékin, —1°C à Kaifeng (Henan), 0°C et au-dessus au bord du Huai He. L'hiver très sec, les sécheresses fréquentes et les gelées tardives au printemps, les phases sèches précoces en automne font partie des intempéries habituelles.
Certaines années sont marquées par de fortes vagues de tempêtes de sable au printemps, venues du désert de Gobi : le début de l'année 2023 en a vu huit dont cinq dans le triangle Pékin - Tianjin - Hebei, et, depuis un demi-siècle, la désertification s'étend sur de vastes régions du nord de la Chine, notamment dans le Shaanxi, le Shanxi et le Hebei.

## Histoire

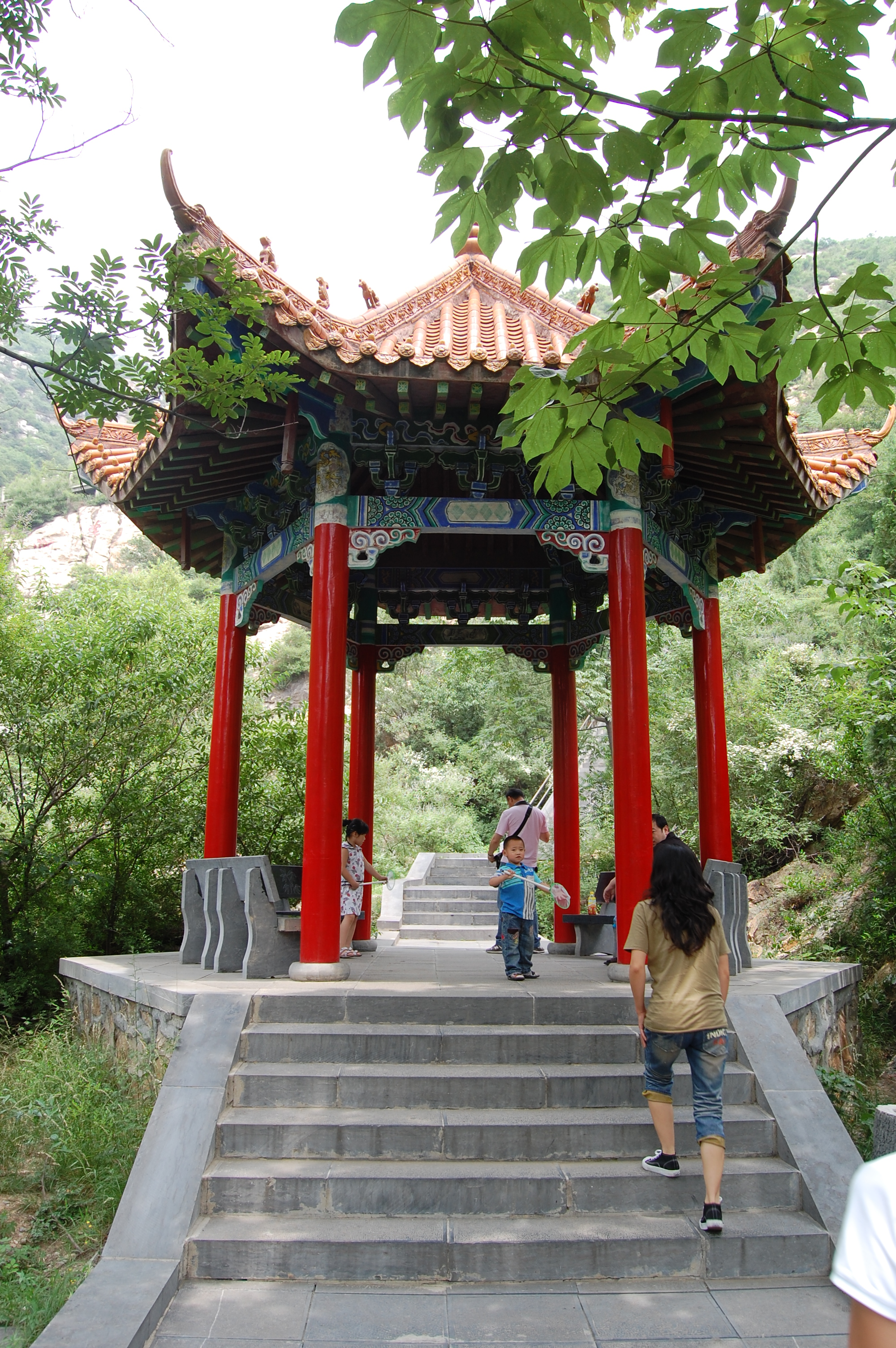
Pavillon au mont Song, une des Cinq montagnes sacrées, en juin 2008.

La plaine de Chine du Nord, très plate, est peuplée depuis le début de l'Holocène (8 000 av. J.-C.) et devient intensément cultivée au cours du Néolithique chinois. Sur ses périphéries, appartenant à l'écorégion ou à ses limites, se trouvent les Cinq montagnes sacrées qui tiennent une place importante dans la culture chinoise traditionnelle et ont en partie conservé leur revêtement forestier, disparu ailleurs ,.
Toute l'histoire de la Chine, depuis la dynastie préimpériale plus ou moins légendaire des Xia et celle un peu mieux connue des Shang, est marquée par la contradiction entre une vénération de principe pour la nature, expression de l'ordre cosmique, et sa destruction progressive par le défrichage, la culture du riz, du blé, du millet et de l'orge, l'exploitation du bois comme matériau de construction et combustible, la canalisation des cours d'eau pour une population agricole toujours plus nombreuse et une civilisation urbaine toujours plus raffinée. Les règles d'aménagement de l'espace par le fengshui commandent de préserver des forêts sur les hauteurs et au centre du domaine, gages de prospérité ; cependant, l'analyse des pollens montre que, sur les plaines et plateaux de Chine du Nord, la forêt recule de 33% entre 4 000 et 2 000 av. J.-C., et encore de 74% au cours du millénaire suivant. Le sage Mencius (IVe – IIIe siècle av. J.-C.) se lamente déjà sur la destruction des forêts :

« Splendides étaient les arbres de la Montagne aux Bœufs. Mais parce qu'elle se dressait aux bornes d'une grande principauté, la hache et la cognée les ont abattus. Et cependant, nourris des effluves du jour et de la nuit, humectés par la pluie et la rosée, bourgeons et rejets se dressèrent fièrement. Mais les bœufs et les moutons qui y paissaient les ont mangés. Voilà pourquoi cette montagne présente aujourd'hui un aspect dénudé. Jamais on ne pourrait imaginer qu'elle a porté de beaux arbres. »

Depuis l'Antiquité, le Grand Canal relie les grands bassins fluviaux du Huang He et du Yangzi Jiang. Des grands travaux de digues permettent de contenir les inondations mais leur hauteur croissante pourrait rendre leur rupture catastrophique,.

## Flore
La forêt mixte de Chine du Nord se rencontre principalement entre 600 et 800 m d'altitude, sous un climat tempéré à été chaud et humide et hiver froid. La forêt d'origine du Shandong comprend le chêne de Mongolie (Quercus mongolica), le tilleul de Mongolie (Tillia mongolica), le pistachier de Chine (Pistacia chinensis), le pin rouge de Chine (Pinus tabuliformis), le noisetier d'Asie (Corylus heterophylla). Ils ont été en partie remplacés par des espèces importées comme le pin rouge du Japon, le mélèze et le pin d'Armand. Le cyprès Platycladus orientalis est dominant au-dessus de 700 m : certains spécimens du district de Dengfeng seraient âgés de 4 500 ans. Le févier de Chine (Gleditsia sinensis (en)), l'ailante glanduleux et le Paulownia sont aussi plantés dans ces forêts.
Beaucoup d'espèces de champignons sont communes à cette région et à la Chine du Nord-Est : Oxyporus obduscens, Phellinus chinensis, Perenniporia pyricola, Phellinus laevigatus, Oxyporus populinus, Perenniporia robiniophila, etc. Hormis les espèces les plus thermophiles, la plupart des champignons de Chine centrale et méridionale et du nord de l'Eurasie se retrouvent dans les forêts de Chine du Nord : entre autres, Antrodia albida, Antrodiella zonata, Daedaleopsis, Phellinus gilvus ; certains sont particuliers à cette région comme Hymenochaete huangshanensis, Sarcoscypha shennongjiana, Phellinopsis resupinata, Macrolepiota detersa, etc.

Flore et paysages des forêts du Huang He
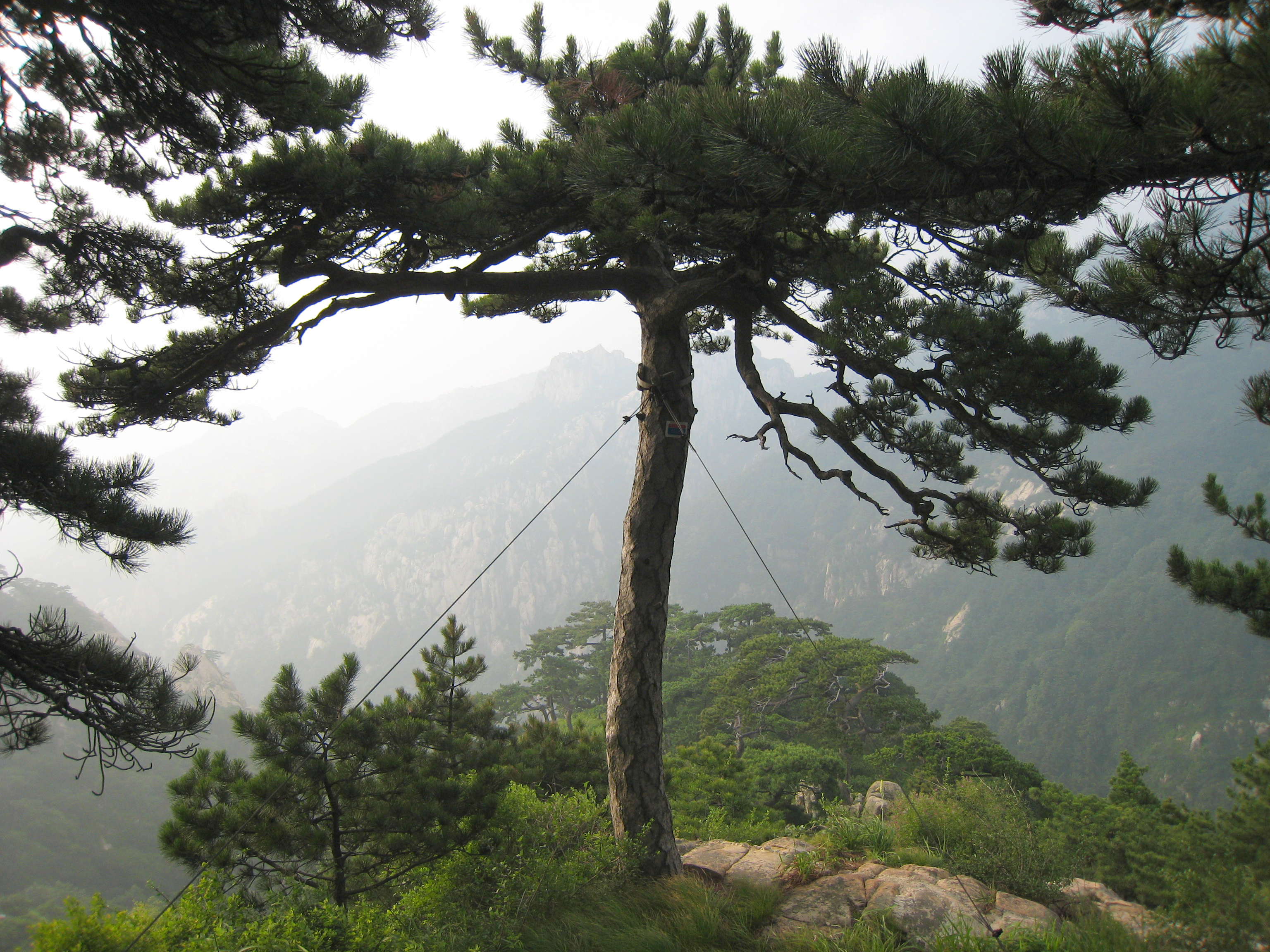
Pinus tabuliformis au mont Taishan (Shandong) en juillet 2007.
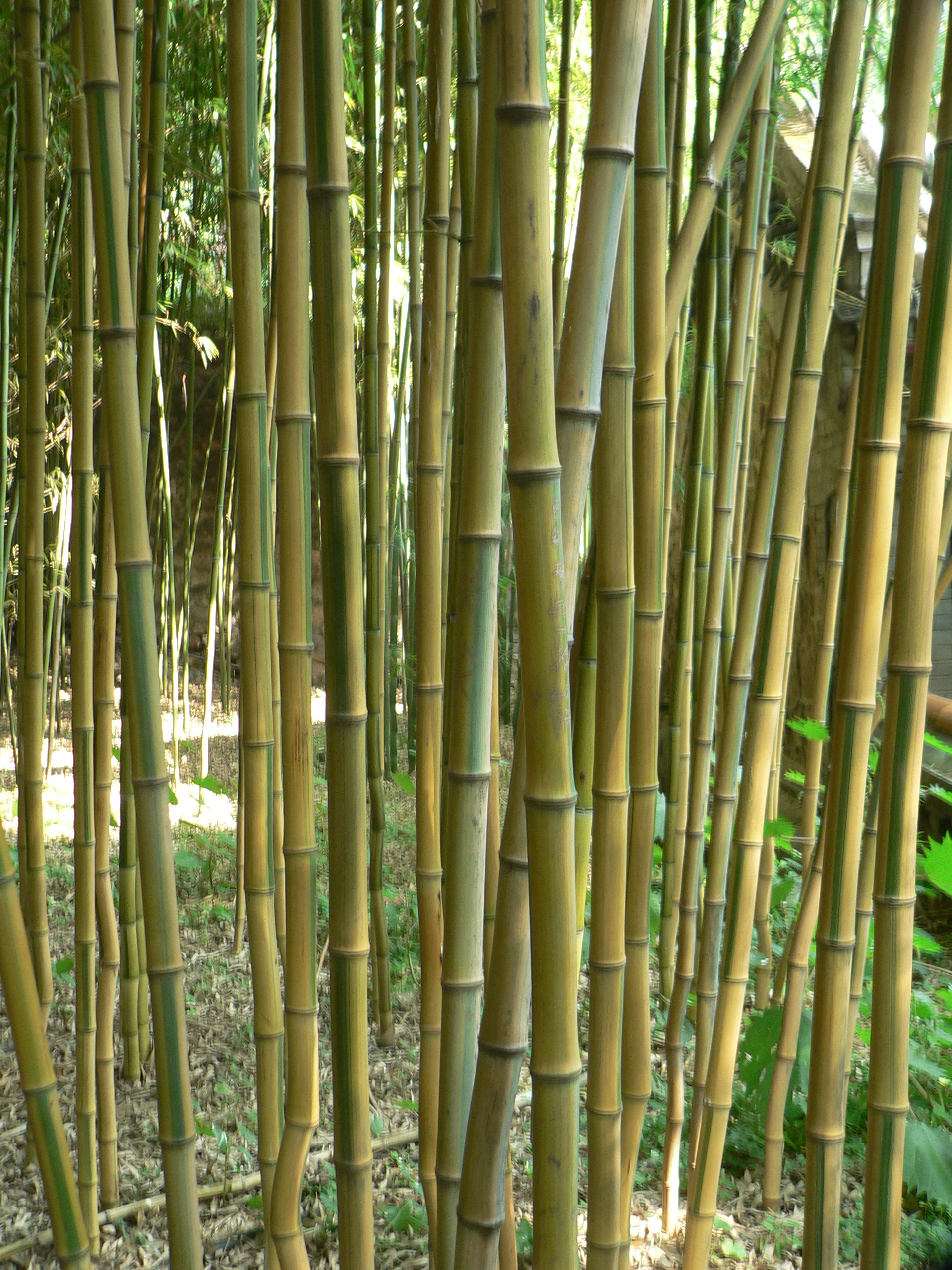
Bambous Phyllostachys aureosulcata au temple Tanzhe à Pékin en octobre 2006.
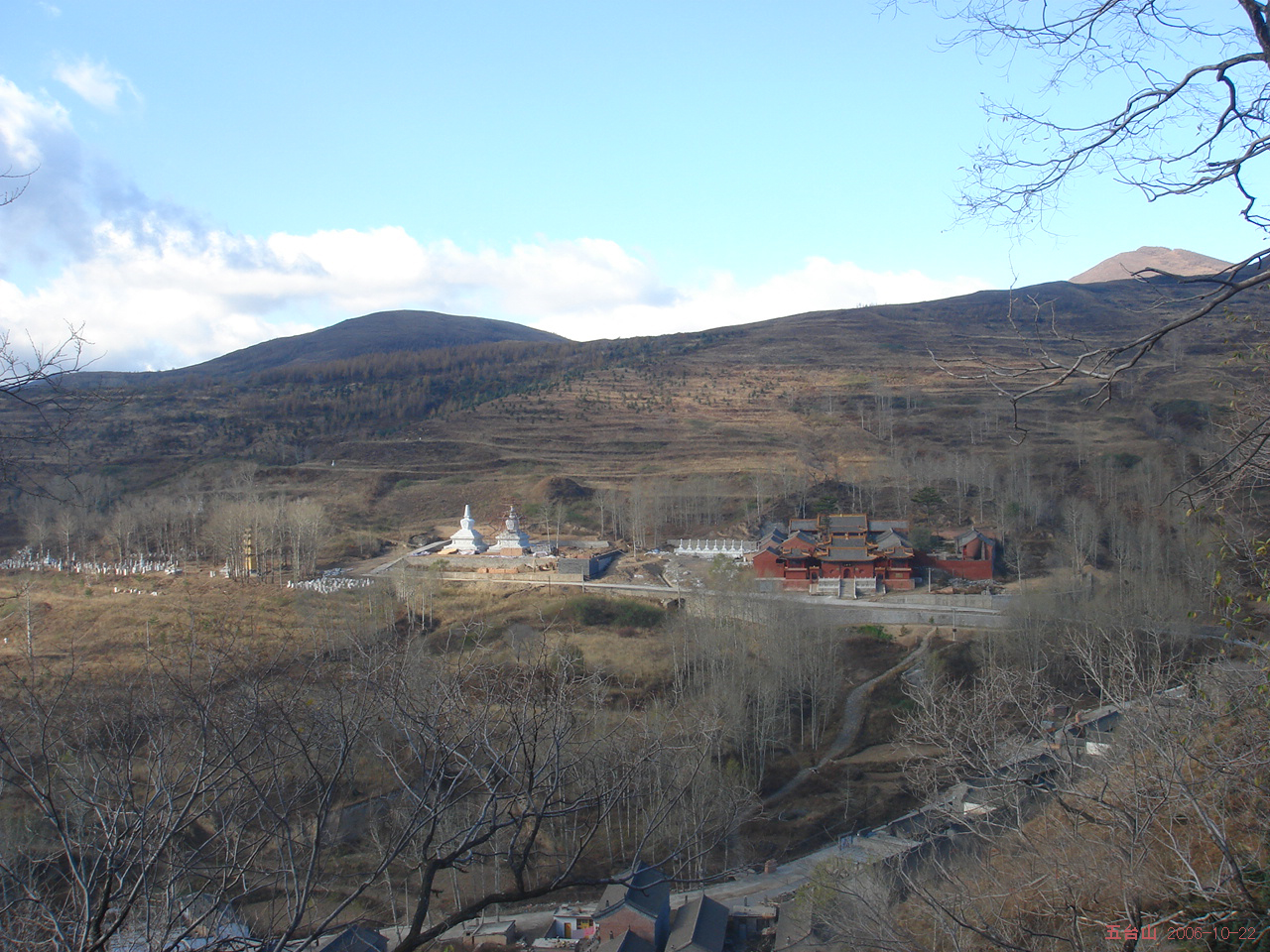
Forêt et temples du mont Wutai (Shanxi) en octobre 2006.
Ruissseau et arbre en fleurs au mont Langya (Hebei) en avril 2017.
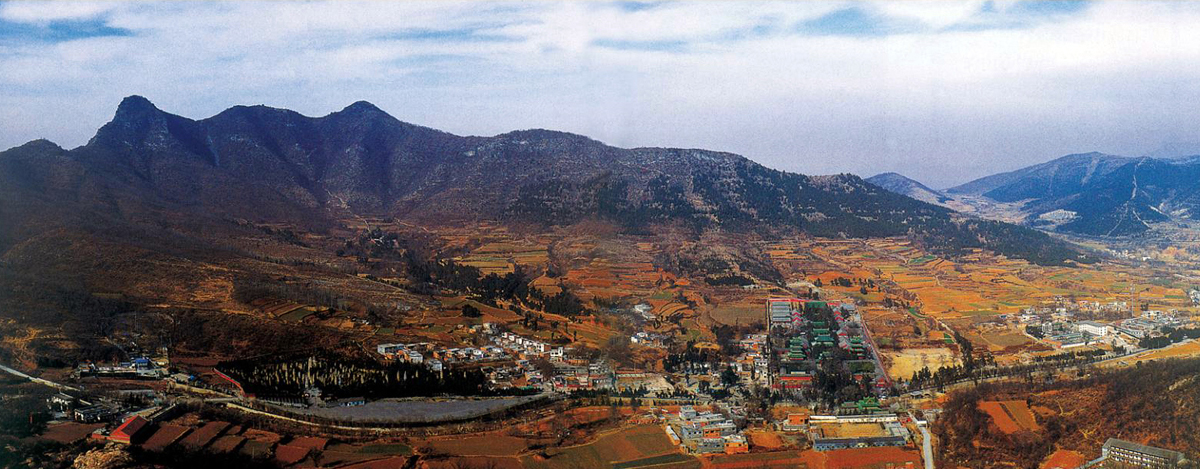
Vue de Dengfeng (Henan) en octobre 2008.
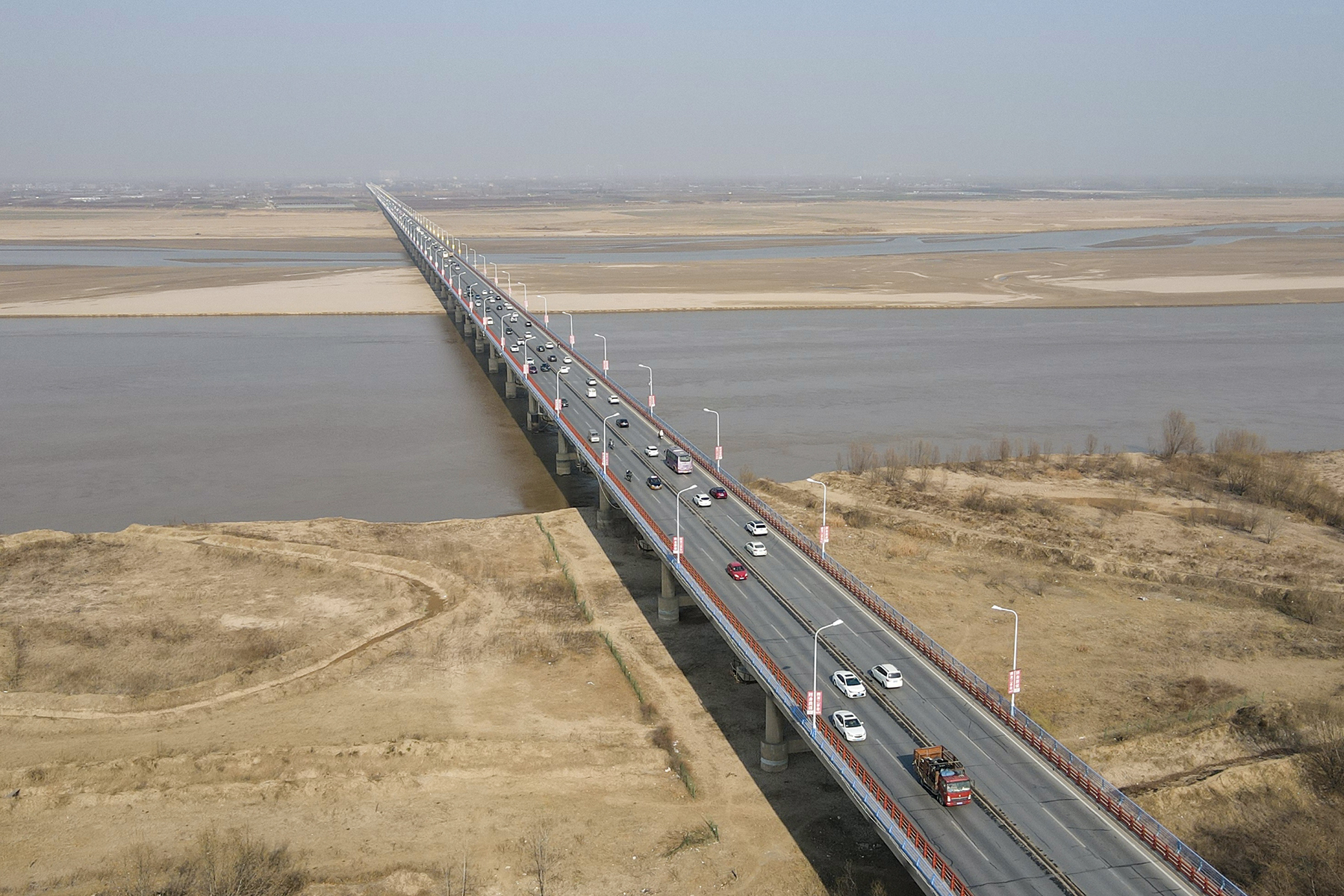
Pont sur le Huang He à Zhengzhou (Henan) en janvier 2023.

## Faune

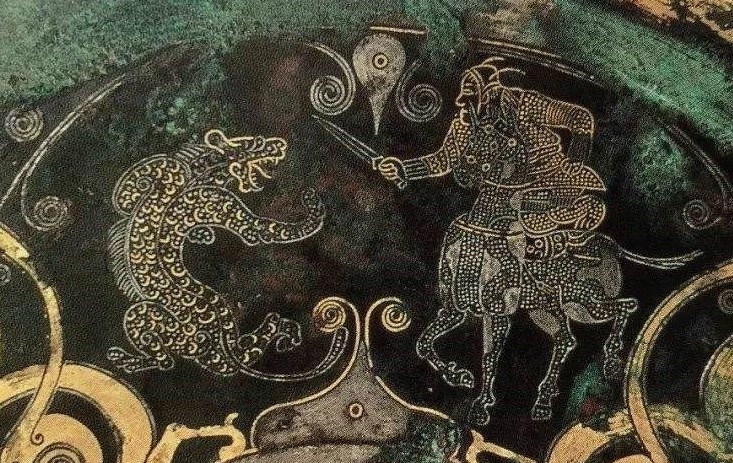
Scène de chasse au léopard, miroir de bronze, Henan, Ve - IIIe s. av. J.-C.

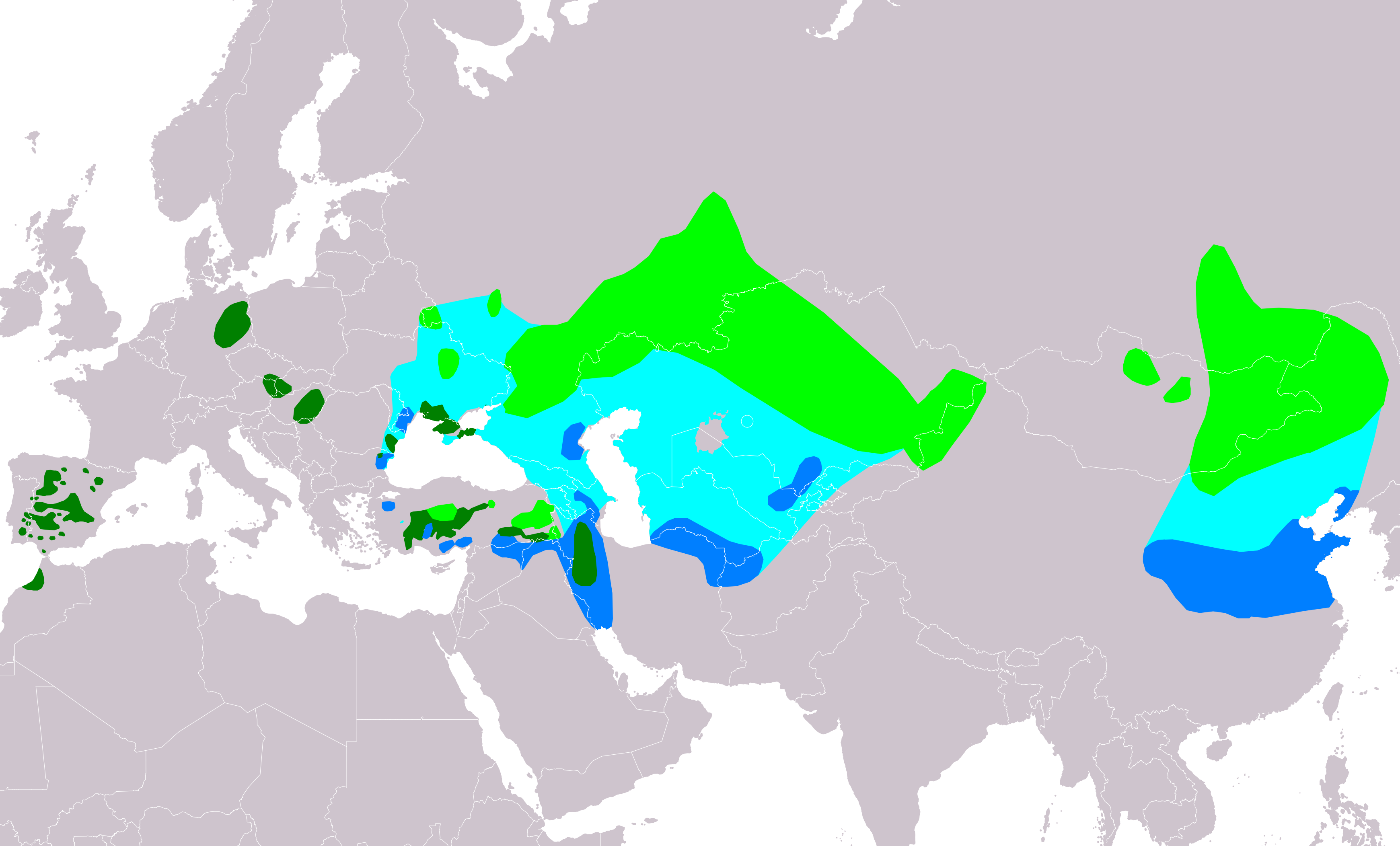
Distribution de la Grande Outarde : aire de reproduction estivale (vert clair), passage (bleu clair), séjour hivernal (bleu sombre).

Parmi les carnivores, la panthère de Chine du Nord, sous-espèce emblématique de l'écorégion, est en voie de disparition à l'état sauvage. tout comme le dhole. Parmi les grands et moyens mammifères, le cerf sika n'existe plus qu'en élevage pour ses bois ; le cerf d'eau ou cerf vampire est aujourd'hui très menacé tout comme le rhinopithèque de Roxellane, singe qui se rencontre encore dans le bassin supérieur du Huang He. La noctule chinoise (Nyctalus plancyi (en)), endémique à la Chine, se rencontre dans la plupart des provinces, du Jilin au Yunnan, ainsi qu'à Taïwan ; on distingue deux sous-espèces, N. p. plancyi en Chine du Nord et du Nord-Est, N. p. velutinus en Chine centrale et méridionale et à Taïwan. Elle habite principalement les forêts, grottes et falaises mais on la rencontre dans les villages et même à Pékin et Shanghaï,.
L'écorégion  compte 44 espèces de squamates et 15 espèces d'amphibiens dont Fejervarya limnocharis, Hoplobatrachus rugulosus, Nanorana quadranus, Kaloula borealis et Pelophylax plancyi. La plupart des anoures subsistent dans les étangs artificiels et les rizières.
Les forêts-galeries subsistantes le long des fleuves, les bassins d'inondation et les baies côtières servent de gîte à de nombreux oiseaux migrateurs,. Les monts du Shandong et leurs étendues d'eau abritent des oiseaux comme le Pygargue à queue blanche (« aigle pêcheur ») et la Grande Outarde. La réserve de Rongcheng, à la pointe orientale du Shandong, est un séjour saisonnier du Cygne chanteur et du Harle de Chine venus de Sibérie. Ils trouvent dans ses eaux une nourriture variée : arthropodes aquatiques, grenouilles, petits poissons comme la loche baromètre ou, plus rarement, des lamproies.

Faune des forêts du Huang He
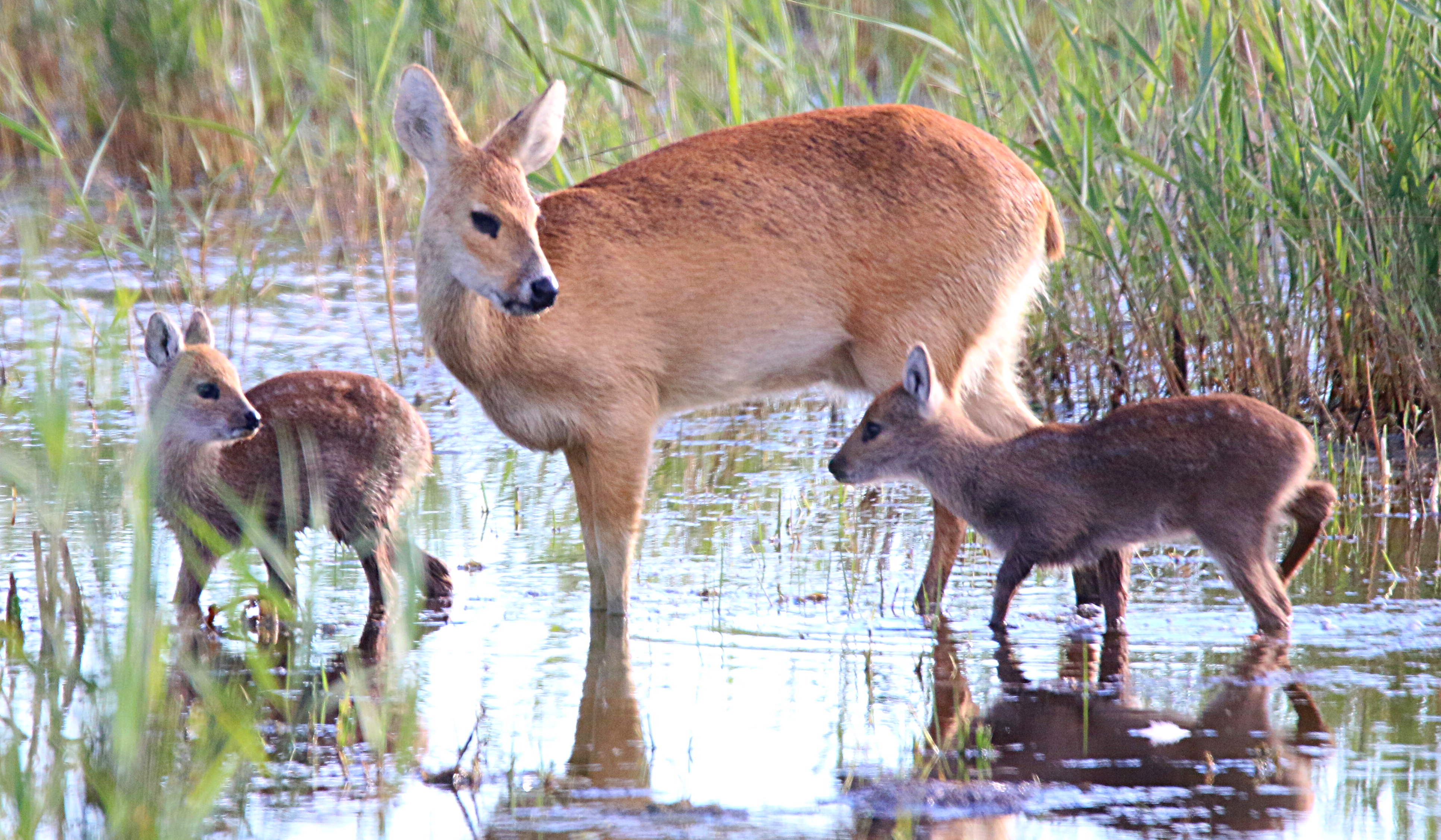
Femelle de cerf d'eau avec ses deux faons en juin 2018.
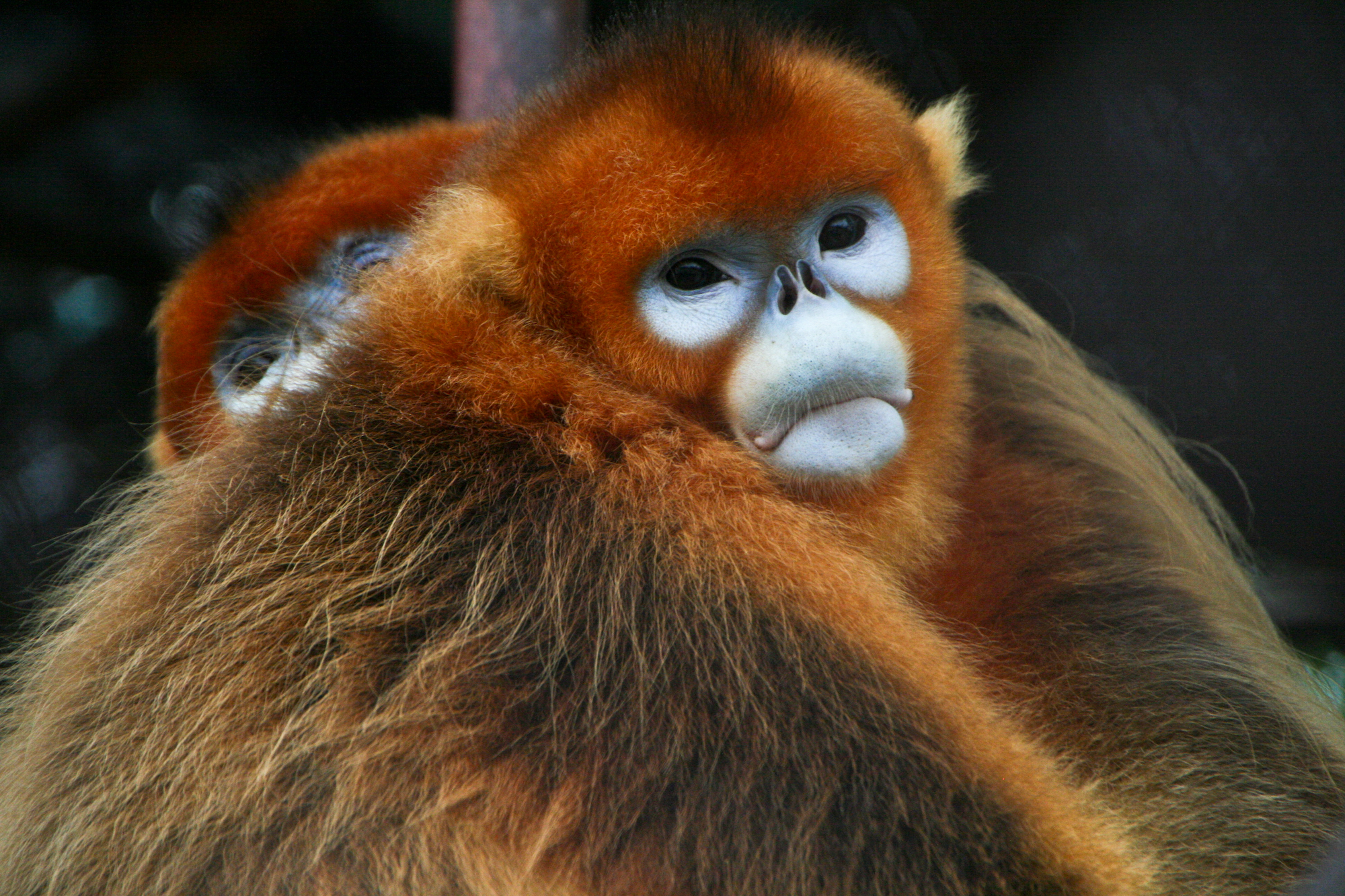
Rhinopithèques de Roxellane en captivité à Xi'an (Shaanxi) en septembre 2009.
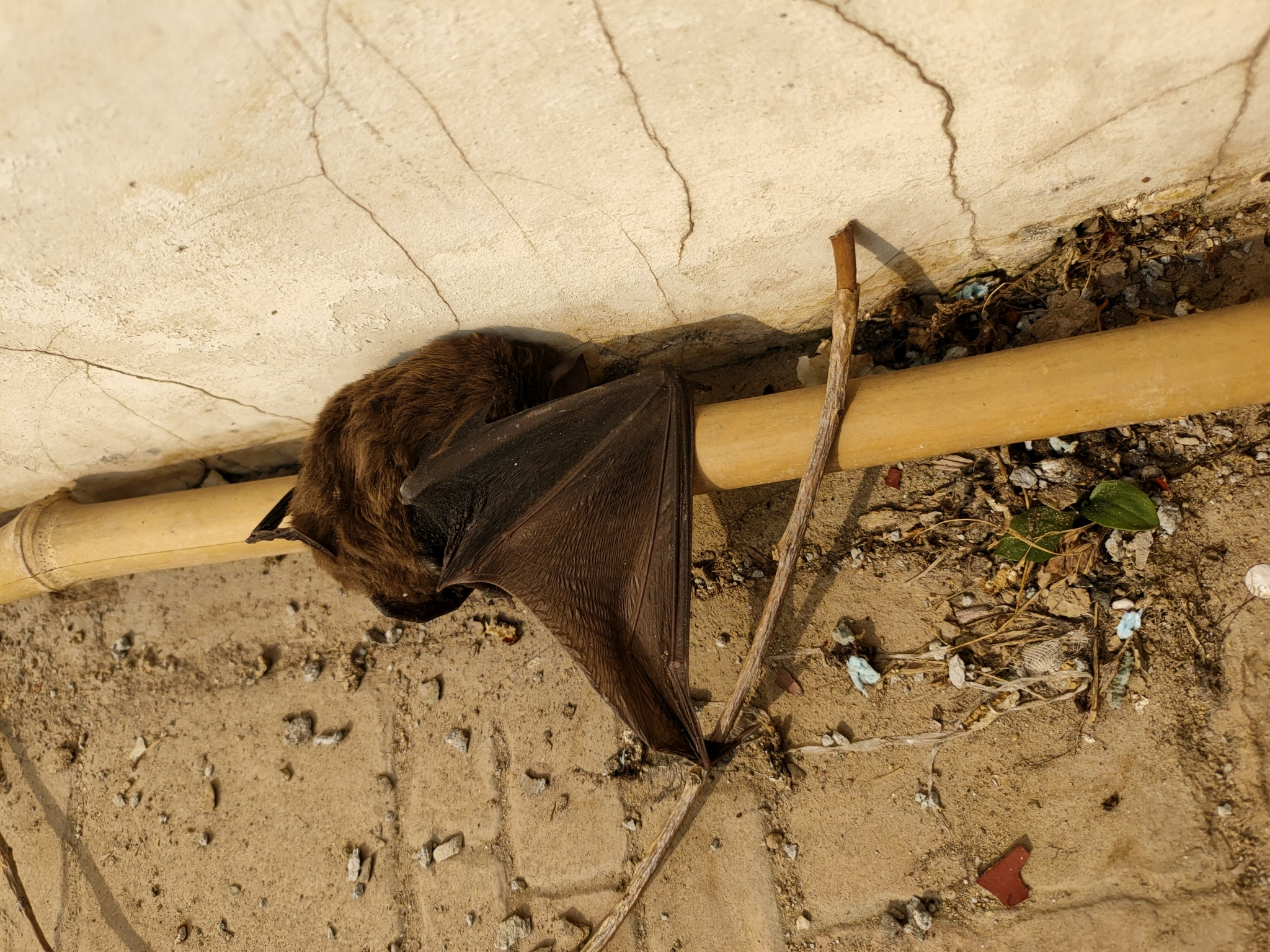
Nyctalus plancyi (en) à Pékin en février 2022.
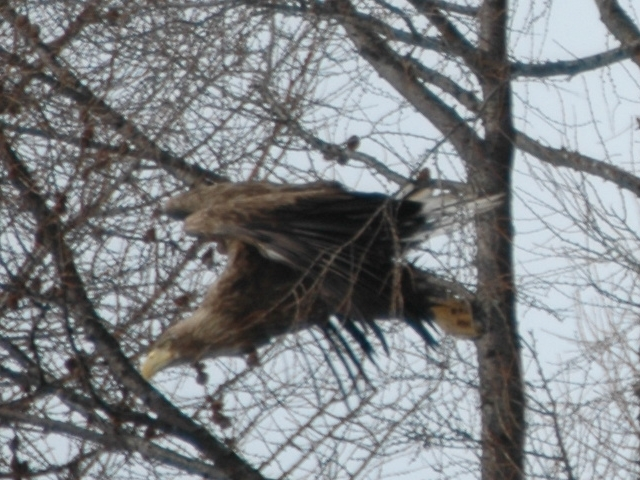
Pygargue à queue blanche à Hokkaido en mars 2006.
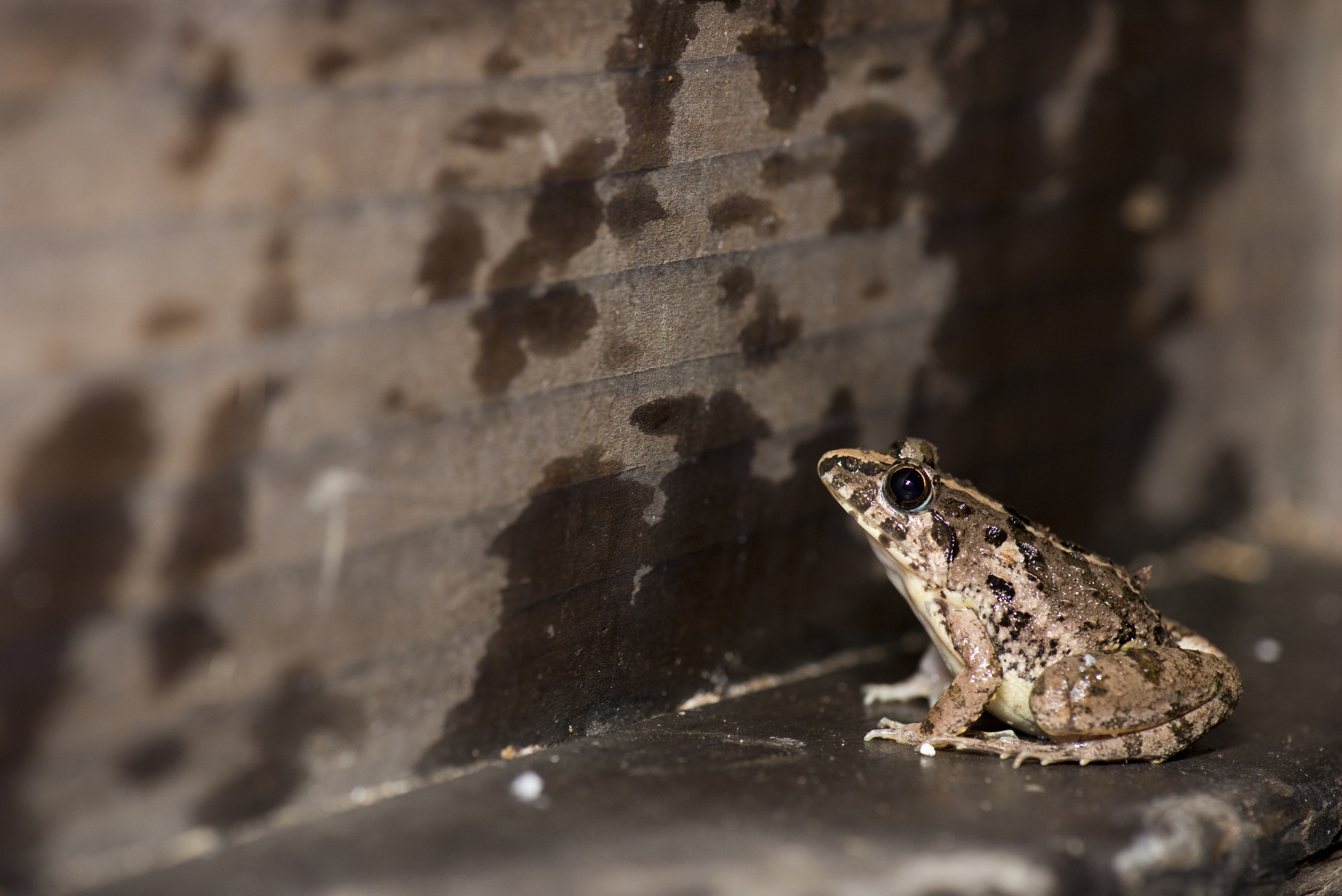
Fejervarya limnocharis à Taïwan en septembre 2018.